# Sara Omar
Sara Omar (kurdisk: سارا عومه‌ر; født 21. august 1986 i Sulaymaniah i den kurdiske del af Irak) er en dansk-kurdisk statskundskabsstuderende og romanforfatter. Hun er den første internationalt anerkendte kvindelige romanforfatter fra Kurdistan.
Sara Omar stammer fra Kurdistan, men flygtede på grund af krig i slutningen af 90'erne og har boet i Danmark siden 2001. Hun har tidligere læst jura, men har senere taget en bachelor i statskundskab og læser på kandidatuddannelsen.
Sara Omar fik sit gennembrud med romanen Dødevaskeren i november 2017. To år efter udkom Skyggedanseren, der er en opfølger til gennembrudsromanen.
Sara Omar har vundet flere priser for sit virke, bl.a. i 2019 Menneskerettighedsprisen, der bliver uddelt af Rådet for Menneskerettigheder.

## Opvækst og uddannelse
Sara Omar er født i 1986 i storbyen Sulaymaniah i Kurdistan - den samme by, som hovedpersonen Frmesk i Sara Omars romaner er født i. I bogen hedder byen dog Zamwa, som er Sulaymaniahs tidligere navn. Byen ligger mellem bjergene Azmer, Goyija, Qaiwan, Baranan og Tasluja-bakkerne. Tidligere var byen hovedstad i fyrstedømmet Baban fra 1784 til 1850. Siden byens grundlæggelse har den været samlingspunkt for digtere, forfattere, kunstnere og andre intellektuelle.
Hun voksede op under Iran-Irak-krigen (1980-1988), som udviklede sig til Irak-Kuwait-konflikten (1990-1991), også kendt som Golfkrigen. Hun boede i nabobyen til Halabja og oplevede giftgasangrebet den 16. marts 1988.
Foruden giftgasangrebet i Halabja levede Sara Omar også i Kurdistan under Anfal-kampagnen, folkedrabet mod kurderne, i slutningen af 1980'erne. Mange af hendes slægtninge blev ofre for krigen, der varede fra 1986 til 1989. Anfal-kampagnen har sit navn fra Sura al-Anfal i Koranen. Den tidligere irakiske baathistiske regering anvendte det som kodenavn for systematiske angreb mod civilbefolkningen og Peshmerga. Ovenstående har Sara Omar valgt til at være bagtæppe for sine romaner.
I en tidlig alder måtte hun flygte fra Kurdistan på grund af krig, og som 15-årig kom hun til Danmark, hvor hun gjorde sin skolegang færdig og begyndte på universitetet.

## Karriere

### Tidligt forfatterskab
Sara Omar har skrevet digte og malet, lige fra hun var fire år gammel. Hun deltog i 2012 i WEYA, en international festival for 1000 af verdens mest talentfulde unge digtere fra 100 forskellige lande.
Tidligere har Sara Omar forsøgt at få udgivet sine litterære værker i Mellemøsten, men blev afvist. De første mange år skrev hun under et pseudonym og udgav sig for at være en mand.
Siden 2004 har Sara Omar skrevet digte og kritiske debatindlæg i mellemøstlige medier om kvindelig omskæring, incest, seksuelle overgreb, æresforbrydelser, æresdrab, social kontrol, kvindeundertrykkelse og rettigheder for homoseksuelle, handicappede, børn og kvinder i de patriarkalske samfund.
Inden hun slog igennem med sine romaner, har Sara Omar fået udgivet et digt i litteraturmagasinet Kritiker i 2014. Digtet hedder "Floden af smerte, der fortsætter sin vandring", og det er dedikeret til hendes mor.
Ligeledes bidrog hun med digtet Barndommens tavshed, da Dansk PEN udgav antologien Ord på flugt. Antologien var skrevet af forfattere og journalister, der alle havde det til fælles, at de var flygtet fra krigshærgede lande.

### Romaner
30. november 2017 udkom Sara Omars debutroman Dødevaskeren, som hun blandt andet fik Læsernes Bogpris for.
Debutromanen har solgt over 100.000 eksemplarer, hvoraf de 50.000 blev solgt den første måned efter udgivelsen.
To år senere, 26. november 2019, udkom opfølgeren Skyggedanseren, og for den fik hun boghandlernes litteraturpris De Gyldne Laurbær. I løbet af to måneder solgte den 50.000 eksemplarer.
Begge Sara Omars romaner er udkommet på Politikens Forlag, og de er solgt til udgivelse på svensk, norsk, serbisk, makedonsk og fransk.
I 2019 åbnede Sara Omar Bogforum i Bellacenteret, mens hun tidligere på året holdt åbningstalen ved CPH:DOX.
Sara Omar optræder også på litteraturfestivaler, herunder Bogforum, Litt Talk, Ordkraft, Litterature Exchange og internationale SILK i Skudeneshavn i Norge.
Desuden har hun bl.a. optrådt til Politiken Live, Louisiana Live, hos Huset Zornig og med Jan Grarup på Det Kongelige Teater.

## Tvist
I 2021 udbrød en offentlig debat om Sara Omars person og fortælling. Sara Omar krævede, at en dokumentarfilm om hende, som komikeren Omar Marzouk og instruktøren Manyar Parwani stod for, blev stoppet.
Opgøret udviklede sig til en retssag ved Retten på Frederiksberg, der i februar 2022 afgjorde, at Sara Omar havde ret til at håndhæve ophavsretten over de omstridte optagelser, mod at hun stillede en sikkerhed på 250.000 kroner. Producenterne bag optagelserne kærede byrettens afgørelse til Østre Landsret, som i april 2023 stadfæstede byrettens afgørelse. Forbuddet mod at offentliggøre optagelserne blev opretholdt, så længe Sara Omar kunne stille den økonomiske sikkerhed på en kvart million, og de to filmfolk skulle hver betale 150.000 kroner i sagsomkostninger.
Både Manyar Parwani og Omar Marzouk forsøgte at indbringe denne afgørelse for Højesteret, og anmodede Procesbevillingsnævnet om tilladelse hertil. En sådan tilladelse kan kun gives, hvis sagen vedrører spørgsmål af principiel karakter. Men nævnet har den 16. august afgjort, at man ikke vil give tilladelse. Begrundelsen er, at sagen ifølge nævnet ikke vedrører et spørgsmål af principiel karakter. Afgørelsen er endelig og kan dermed ikke appelleres.
Manyar Parwani blev af Københavns Politi tiltalt for hærværk og blev 12. december 2023 i Københavns Byret dømt for hærværk, fordi han på et tidspunkt under deres samarbejde i vrede havde kastet Sara Omars mobiltelefon ud over balkonen fra et hotel, så den blev totalskadet.Selve opgøret mellem Sara Omar og blandt andre Parwani skulle oprulles i en anden dokumentar, produceret af Laud People. I begyndelsen af september 2023 meddelte DR imidlertid, at denne dokumentar var udskudt på ubestemt tid.
I maj 2024 kom det frem, at en af sagens hovedpersoner havde fået det indtryk, at dokumentaren var lige på trapperne og i løbet af få dage ville blive bragt af DR. Men så blev dokumentaren alligevel udsat på "ubestemt tid", og i oktober 2024 var der stadig ikke bragt nogen dokumentar, og filmmagasinet Ekko kunne ikke få svar på hvorfor. "Vi har ikke noget nyt at tilføje for nuværende", lød det fra DR 

## Frivilligt arbejde
Sara Omar har i en række sammenhænge deltaget i arrangementer med fokus på udsatte og voldsramte grupper. Hun har holdt oplæg om bl.a. æresrelaterede forbrydelser, seksuel frigørelse og negativ social kontrol for Nordic Federation of Societies of Obstetrics and Gynecology, om sin roman Dødevaskeren og voldens anonymitet for paraplyorganisationen Interkulturelt Kvinderåd og Tingbjerg-kvindeforeningen Eves Univers, hos FN-forbundet om, hvad Danmark skal kæmpe for i FN's kvindekommission, og for Mino Danmark ved kvindernes internationale kampdag.
Hun har optrådt i kampagner for Amnesty International og for Danner, hvor hun har deltaget i projektet "Livet efter volden" om voldsramte og udsatte børn og kvinder.
Hun er ambassadør for DIGNITY - Dansk Institut mod Tortur, Dansk Kvindesamfund, ungdomsorganisationen Crossing Borders og den svenske organisation GAPF, der bekæmper æresrelateret vold.
Kort efter udgivelsen af Dødevaskeren blev Sara Omar inviteret til at holde en nytårstale i Deadline på DR2, hvor hun havde fokus på den voldelige verden, som nogle muslimske kvinder lever i.
Sara Omar sidder i Expert Advisory-panelet for kommunikationsgruppen Arts & Globalization.

## Priser
Erik Hoffmeyers rejselegat blev tilbage i 2015 tildelt Sara Omar. Rejselegatet på 25.000 kroner har til formål at dygtiggøre personer, der har ydet en særlig indsats inden for det samfundsvidenskabelige domæne. Det ene af de to legater, der uddeles, tildeles fortrinsvis til en person, der er flygtet til Danmark.
Årets Victor 2018 blev også givet til Sara Omar. Prisen er tildelt for hendes engagement i at tale om overgreb mod kvinder i indvandrermiljøer.
I 2018 vandt Sara Omar Læsernes bogpris for Dødevaskeren, og for Skyggedanseren vandt hun De Gyldne Laurbær 2019. I 2019 modtog hun Rådet for Menneskerettigheders menneskerettighedspris. Ved prisoverrækkelsen holdt hun en tale om børn og kvinders rettigheder, der senere blev udgivet som kronik i Jyllands-Posten.
I 2019 modtog hun Martin Andersen Nexø Fondens litterære pris sammen med Sofie Jama og Aydin Soei. De tre forfattere modtog prisen, fordi de hver især "repræsenterer stemmer, der vil udvikle og præge indvandrerdebatten og medvirke til at ændre forståelsen af migrationen både indefra og udefra." Yderligere modtog Sara Omar i 2019 ELLE Style Awards som Årets Kvinde "for sin storsælgende roman Dødevaskeren, der løfter sløret for en mandsschauvenistisk kultur, der har taget Islam som gidsel"
I 2021 modtog hun Bjørnsonprisen.

### Tidsskrifter og debat
- Den konfliktfyldte unge i et samfund, der er ligeglad. The Voices. 2006.